# Terheijl (buurtschap)
Terheijl (ook: Ter Heijl en Terheyl) is een buurtschap in de gemeente Noordenveld, in de Nederlandse provincie Drenthe. Het ligt ten zuiden van het dorp Nietap en ten noorden van het gehucht Oostindië. Het valt formeel onder Nietap.
In de 15e eeuw was Terheijl in het bezit van het klooster van Aduard, dat daar een uithof en een steenbakkerij bezat. In 1490 stichtte abt Wolter van het klooster Aduard bij de uithof een kapel op een plek, die bekendstond als "De Helle", door hem Het Paradijs genoemd. Terheijl dankt zijn naam aan deze naam De Helle. De uithof werd vervolgens door abt Godefridus verbouwd tot slot, de latere havezate, die Terheijl genoemd werd. De naam werd in het verleden verkeerd begrepen en begrepen als: ter Helle, dus: in de hel. Dit kan verklaren dat een bij het plaatsje gelegen meertje (een pingoruïne) de naam Vagevuur kreeg. De naam helle betekent echter laagte, poel of helling.

## Sage
Over het ontstaan van de naam bestaat de volgende sage:
De heer en vrouw van Terheijl hebben zeven zonen. Een voor een sterven er zes door een beet van een adder. Daarom besluit men een kasteel met dikke muren te bouwen, zodat niemand (dus vooral geen slang) ongezien naar binnen kan komen. Als het enige overgebleven kind, de jongste wil het verhaal, 18 wordt, richt men een rijkelijk feest aan. Als de jongste een appel van een overvolle schaal wil pakken, wordt hij gebeten door een slang die daartussen ongezien naar binnen is gekomen. De ouders oordelen daarop dat ze in een hel verkeren en vertrekken.
Hoofdplaats: Roden

Overige plaatsen: Allardsoog (deels) · Altena · Alteveer · Amerika · Boerlaan · Een · Een-West · De Streek · Foxwolde · Huis ter Heide · Klunderveen · Langelo · Lieveren · Leutingewolde · Matsloot · Nietap · Nieuw-Roden · Norg · Norgervaart (deels) · Oostindië (deels) · Peest · Peize · Peizermade · Peizerwold · De Pol · Roderesch · Roderwolde · Sandebuur · Steenbergen · Terheijl · Veenhuizen · Westervelde · Zuidvelde

Drenthe: Steden en dorpen      Nederland: Provincies · Gemeenten